# Samurai Rabbit: The Usagi Chronicles
Samurai Rabbit: The Usagi Chronicles es una serie de televisión de fantasía científica animada por CGI y creada por Doug y Candie Langdale. El programa se basa libremente en los cómics de Usagi Yojimbo de Stan Sakai. A diferencia de su material de origen donde los cómics tienen lugar en el pasado, el programa tiene lugar en el futuro y no se centra en el personaje principal Miyamoto Usagi.
Se estrenó el 28 de abril de 2022 y se terminó el 1 de septiembre del mismo año vía Netflix.

## Sinopsis
La serie tiene lugar en un futuro lejano y se centrará en el adolescente conejo Yuichi, descendiente de Miyamoto Usagi, y su grupo de excéntricos compañeros.

## Producción
La serie se anunció por primera vez en febrero de 2018 por parte de Gaumont Animation que informó, estar trabajando en una adaptación CGI de los cómics. A mediados de julio de 2020, Gaumont declaró que la adaptación será una serie en Netflix bajo el título Samurai Rabbit: The Usagi Chronicles. Las productoras Atomic Monster Productions y Dark Horse Entertainment también están involucradas en la serie, y el estudio 88 Pictures, con sede en Bombay (India), se encarga de la animación CGI. Ben Jones se desempeña como productor y Khang Le como director de arte.
Doug y Candie Langdale se desempeñarán como presentadores y productores ejecutivos.